# Brigita Bukovec
Brigita Bukovec (ur. 25 maja 1970 w Lublanie) – słoweńska lekkoatletka, specjalistka od krótkich biegów płotkarskich. Jej największym osiągnięciem jest srebrny medal na Igrzyskach Olimpijskich w 1996. Wycofała się z profesjonalnego uprawiania sportu w 1999. Jej rekord życiowy w biegu na 100 m przez płotki wynosi 12,59 sek.

## Osiągnięcia sportowe

### Igrzyska olimpijskie
| Miejsce | Dzień    | Rok  | Miejscowość | Konkurencja       | Czas biegu | Strata   | Zwycięzca        |
| ------- | -------- | ---- | ----------- | ----------------- | ---------- | -------- | ---------------- |
| 2.      | 31 lipca | 1996 | Atlanta     | bieg na 100 m ppł | 12,59 s    | + 0,01 s | Ludmiła Engquist |

### Mistrzostwa świata
| Miejsce | Dzień       | Rok  | Miejscowość | Konkurencja       | Czas biegu | Strata   | Zwycięzca        |
| ------- | ----------- | ---- | ----------- | ----------------- | ---------- | -------- | ---------------- |
| 8.      | 6 sierpnia  | 1995 | Göteborg    | bieg na 100 m ppł | 13,02 s    | + 0,34 s | Gail Devers      |
| 4.      | 10 sierpnia | 1997 | Ateny       | bieg na 100 m ppł | 12,69 s    | + 0,19 s | Ludmiła Engquist |

### Mistrzostwa Europy
| Miejsce | Dzień       | Rok  | Miejscowość | Konkurencja       | Czas biegu | Strata   | Zwycięzca        |
| ------- | ----------- | ---- | ----------- | ----------------- | ---------- | -------- | ---------------- |
| 4.      | 9 sierpnia  | 1994 | Helsinki    | bieg na 100 m ppł | 13,01 s    | + 0,29 s | Swetła Dimitrowa |
| 2.      | 23 sierpnia | 1998 | Budapeszt   | bieg na 100 m ppł | 12,65 s    | + 0,09 s | Swetła Dimitrowa |

### Igrzyska śródziemnomorskie
| Miejsce | Dzień | Rok  | Miejscowość | Konkurencja       | Czas biegu | Strata   | Zwycięzca       |
| ------- | ----- | ---- | ----------- | ----------------- | ---------- | -------- | --------------- |
| 1.      | -     | 1993 | Narbona     | bieg na 100 m ppł | 13,10 s    | -        | -               |
| 2.      | -     | 1997 | Bari        | bieg na 100 m ppł | 13,01 s    | + 0,11 s | Patricia Girard |

### Halowe mistrzostwa świata
| Miejsce | Dzień    | Rok  | Miejscowość | Konkurencja      | Czas biegu | Strata   | Zwycięzca       |
| ------- | -------- | ---- | ----------- | ---------------- | ---------- | -------- | --------------- |
| 7.      | 14 marca | 1993 | Toronto     | bieg na 60 m ppł | 8,28 s     | + 0,32 s | Julie Baumann   |
| 3.      | 12 marca | 1995 | Barcelona   | bieg na 60 m ppł | 7,93 s     | + 0,01 s | Alióska Lopez   |
| 4.      | 5 marca  | 1999 | Maebashi    | bieg na 60 m ppł | 7,92 s     | + 0,06 s | Olga Szyszygina |

### Halowe mistrzostwa Europy
| Miejsce | Dzień    | Rok  | Miejscowość | Konkurencja      | Czas biegu | Strata   | Zwycięzca        |
| ------- | -------- | ---- | ----------- | ---------------- | ---------- | -------- | ---------------- |
| 4.      | 13 marca | 1994 | Paryż       | bieg na 60 m ppł | 7,94 s     | + 0,09 s | Jordanka Donkowa |
| 2.      | 10 marca | 1996 | Sztokholm   | bieg na 60 m ppł | 7,90 s     | + 0,01 s | Patricia Girard  |
| 7.      | 1 marca  | 1998 | Walencja    | bieg na 60 m ppł | 8,34 s     | + 0,49 s | Patricia Girard  |

- Najszybsza zawodniczka na świecie na dystansie 60 metrów przez płotki w sezonach 1996 i 1999.

### Najlepszy wynik w sezonie

#### 100 m przez płotki
| Rok  | Wiek    | Wynik | Miejsce           | Data        | Wynik na świecie |
| ---- | ------- | ----- | ----------------- | ----------- | ---------------- |
| 1994 | 24 lata | 12,77 | Monako            | 2 sierpnia  | 6                |
| 1995 | 25 lat  | 12,75 | Stany Zjednoczone | 8 lipca     | 5                |
| 1996 | 26 lat  | 12,59 | Atlanta           | 31 lipca    | 6                |
| 1997 | 27 lat  | 12,69 | Ateny             | 10 sierpnia | 6                |
| 1998 | 28 lat  | 12,65 | Budapeszt         | 23 sierpnia | 8                |

#### 60 m przez płotki
| Rok  | Wiek    | Wynik | Miejsce   | Data      | Wynik na świecie |
| ---- | ------- | ----- | --------- | --------- | ---------------- |
| 1994 | 24 lata | 7,94  | Paryż     | 13 marca  | 5                |
| 1995 | 25 lat  | 7,93  | Barcelona | 12 marca  | 4                |
| 1996 | 26 lat  | 7,80  | Paryż     | 11 lutego | 1                |
| 1997 | 27 lat  | 7,82  | Liévin    | 16 lutego | 2                |
| 1999 | 28 lat  | 7,78  | Stuttgart | 5 lutego  | 1                |